# AK-12
El AK-12 (en ruso: АК-12), es el nuevo fusil de asalto ruso derivado del fusil de asalto soviético AK-74M. Fue propuesto para un posible propósito general para el ejército ruso. A finales de septiembre de 2013, el AK-12 fue aprobado por el ejército ruso.
Las innovaciones con las que cuenta son empuñadura ergonómica, guardapolvo con riel Picatinny, guardamanos con mejor ventilación y riel Picatinny. También cuenta con un freno de boca, que aparte de ocultar el destello sirve para mejorar la precisión del arma al presentar un menor grado de retroceso. El freno de boca a su vez cuenta con un diseño estriado para romper cristales con facilidad.
Los cargadores fueron mejorados a su vez, teniendo marcas a través de las cuales se puede saber cuantas municiones le queda al cargador. Por último, cuenta con una culata plegable telescópica.

## Historia.

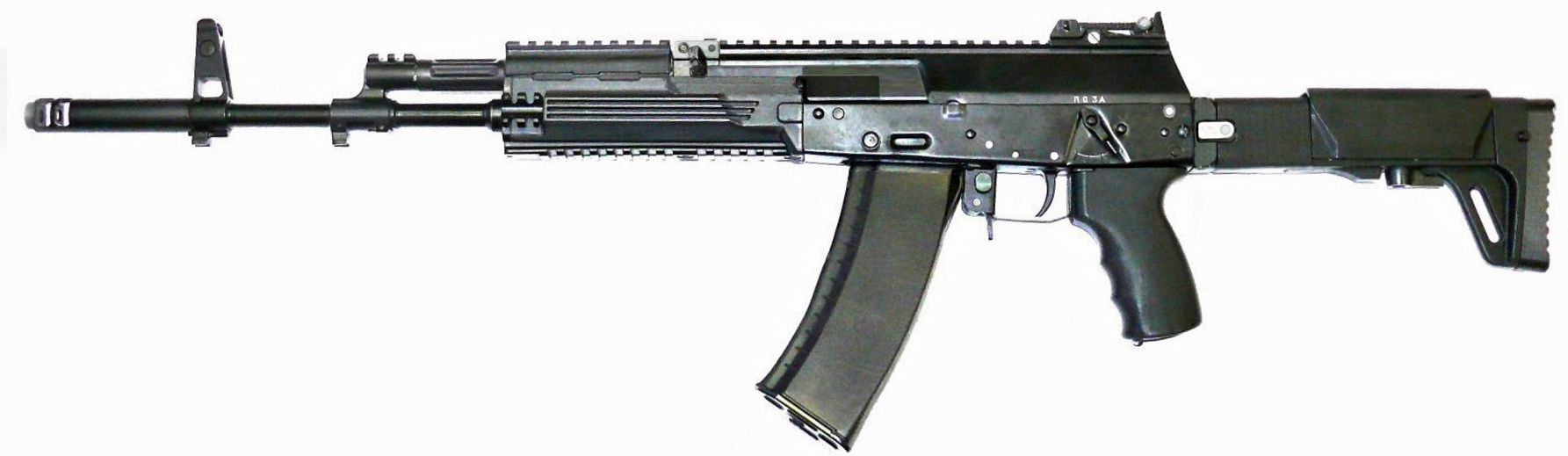
Prototipo inicial del AK-12

En 2011, Vladimir Zlovin se convirtió en el nuevo jefe de diseño de Izhmash y comenzó el desarrollo del diseño prácticamente desde cero, conservando solo el principio de funcionamiento de gas con cerrojo rotativo.
El cajón de mecanismos era muy diferente al diseño de un AK tradicional, el cubre polvo está montado en una bisagra por delante como el AKS-74U e incluía un riel picatinny, con un selector de tiro de pulgar triangular para seleccionar entre ráfagas de 3 tiros, semiautomático y automático. Trajo un nuevo diseño de culata, que portaba un levanta cachetes que no sería incluido en diseños posteriores. El portacerrojos fue rediseñado para que la palanca de carga pudiera ser utilizada por ambos lados y que el fusil quedara abierto al disparar el último tiro, similar al M4.
El resultado de las pruebas fue desastroso, el cajón de mecanismos se cayó en la prueba de caída a secas, la palanca de carga se rompió y el mecanismo de retroceso falló.
EL AK-12 fue rediseñado y en 2013 el segundo prototipo estaba listo, con una culata y cajón de mecanismos diferente, un tope de cerrojo y botón para soltar el cargador; el retroceso y levantamiento del cañón en esta variante eran mínimos, debido a un portacerrojo más ligero. El diseñador básicamente había quitado todo el metal posible de las partes móviles, lo cual daba dudas de su durabilidad.
En las pruebas el cerrojo y portacerrojo se rompieron, algo que no ocurre en un Kaláshnikov. También la tapa del armazón superior con su mecanismo de retención no era lo suficientemente fuerte; en uno de los prototipos se rompió a los 20 tiros con el lanzagranadas. La culata era ligera y cómoda, pero era muy frágil y se rompió en la primera caída, el diseño del selector ambidiestro era confuso y tenía un recorrido muy largo, debido a la inclusión de un modo de ráfagas de 2 tiros, teniendo que seleccionar 4 posiciones, y era incómodo, teniendo que usar el dedo índice. El mecanismo de la ráfaga tampoco funcionaba, disparando 1 solo tiro o 3; además de que complicaba el mecanismo, la liberación del cargador también era peculiar, cuando se apretaba la palanca ambidiestra, el cargador quedaba colgado accidentalmente de la parte delantera, a veces, tras medio segundo caería, pero algunos nunca caían, teniendo que sacarlo manualmente, todos estos problemas se podían arreglar.
En 2015 llegó el tercer prototipo, se combinó el bloque de gas y el poste de mira frontal en una sola unidad, se cambió la forma del guardamanos y se cambió el diseño del freno de boca y el selector. Como el armazón superior era largo, se extendía hasta el tubo de gas, entonces el frontis del arma se sobrecalentaba y la parte delantera se mantenía fría, causando un cambio en el punto de impacto. En general, para finales del 2015, la mayoría de estos problemas fueron solucionados, pero otro problema era que el AK-12 no tenía retrocompatibilidad con la generación anterior de Kaláshnikov en la producción de fábrica; esto significaba que su producción inicial requeriría inmensas cantidades de dinero, lo que elevaría más de lo esperado el coste por unidad. El ejército ruso hasta ese entonces no compraría el arma como otras tantas, pero el ejército estaba determinado a tener un nuevo fusil, no podía ser de otra manera, así que terminaron en una encrucijada, aceptar un prototipo que no podía ser producido en masa o crear un fusil que cumpliera los requerimientos pero que tuviera retrocompatibilidad con los Kaláshnikov anteriores para hacer su producción en masa posible. El desarrollo del AKM, AK-74, y la serie 100, siguió el mismo camino evolutivo, y el AK-12 acabaría con el mismo destino que sus predecesores, mejorando gradualmente con nuevas versiones cada algunos años. Hubo otro cambio de liderazgo mientras ocurrían estos sucesos, en ese entonces, Izhmash fue integrada en el nuevo consorcio de Kaláshnikov, y el líder del equipo de diseño cambio una vez más, bajo este nuevo liderazgo. El desarrollo cesó para el AK-12, que había sido desarrollada desde cero, y un nuevo desarrollo surgió a partir de un AK más tradicional, bajo el nombre del AK-400.

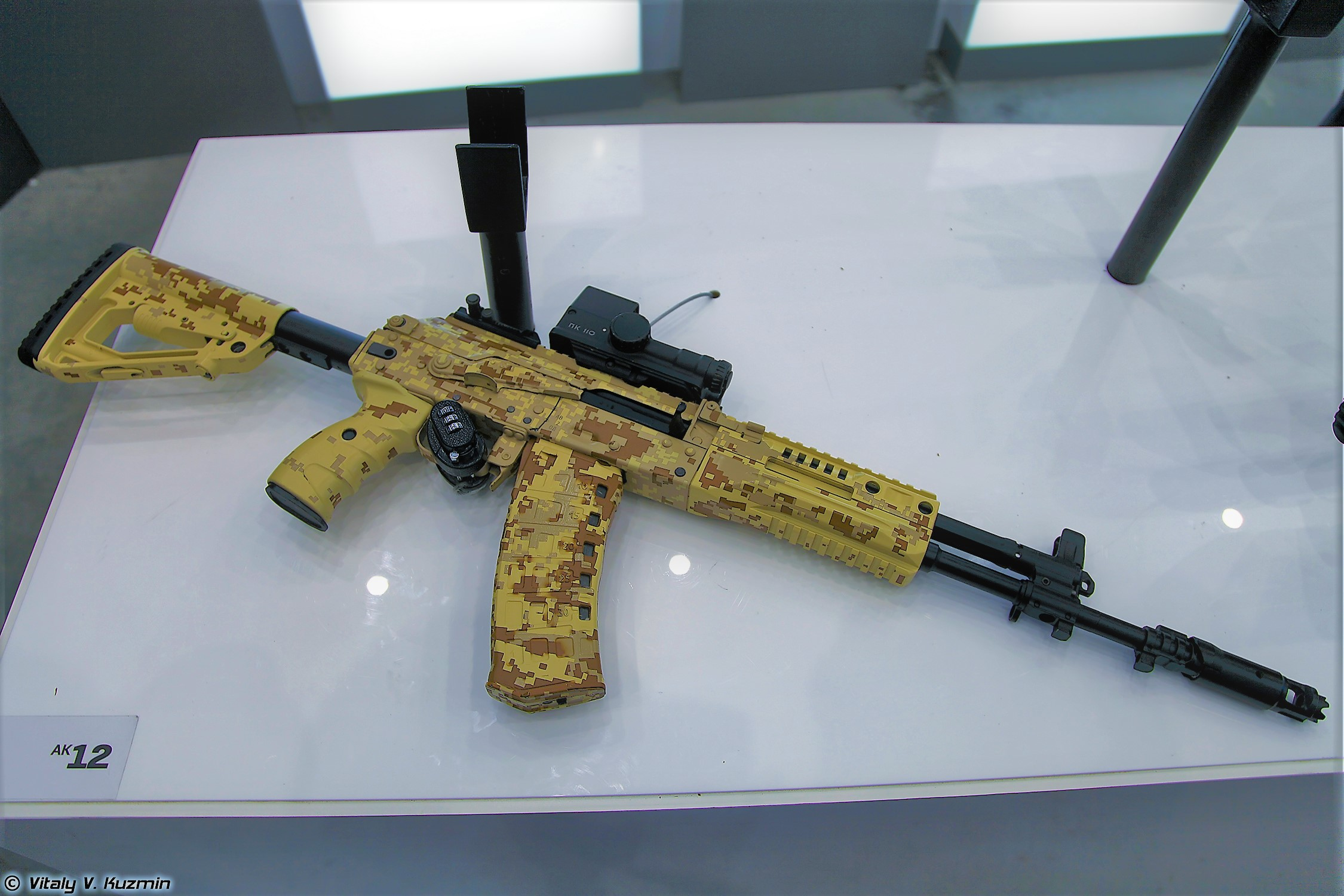
Un AK-400

El AK-400 tomó lo aprendido de la creación del AK-103-3, y tomó varias características de él, incluyendo el riel Picatinny fijo sobre la tapa del armazón superior, más una culata plegable y colapsable. El mayor cambio del AK-400 en comparación a la generación anterior fue el cañón flotante libre del guardamanos para una precisión mayor, el tubo de gas se revisó para ser más rígido y no removible, y esto permitió apoyar más al guardamanos y simplificar el mantenimiento, y una empuñadura ergonómica revisada. Aunque el tubo de gas y el selector no cumplieron con las expectativas, la nueva modernización del AK-400 tiene un 54% de piezas en común con el AK-74M, en comparación con menos del 10% del AK-12 hecho desde cero.
El diseño de la modernización del AK-400 se completó en 2015 y el fusil volvió a entrar rápidamente a las pruebas, la versión en 5,45 mm asumió el nombre AK-12 y la versión de 7,62 fue designada AK-15, los resultados de las pruebas fueron positivos y recibieron los índices GRAU 6P70 y 6P71 respectivamente. En este punto se preparó el terreno para más pruebas en 2017, entre los nuevos AK-12 y AK-15 contra los A-545 y A-762, estas pruebas se llevaron a cabo con cuatro ramas del ejército ruso, las tropas terrestres regulares, las VDV, la infantería de marina y los Spetsnaz.
El AK-12 terminó ganando las pruebas y se recomienda su adopción general, el A-545 y el A-762 se recomendaron solo para tropas especiales que puedan aprovechar las ventajas del retroceso balanceado.

## Variantes

### AK-400
El AK-400 es una modernización del AK-103-3, con culata ajustable y plegable, empuñadura con moldes para dedos y cañón flotante.

### AK-12 (2011)
Desarrollada desde cero y apresuradamente, fue un diseño innovador, con mejoras en la ergonomía, como un selector de pulgar, nueva culata y portacerrojo para uso ambidiestro, pero no pasó las pruebas del ejército.

### AK-12 (2013)

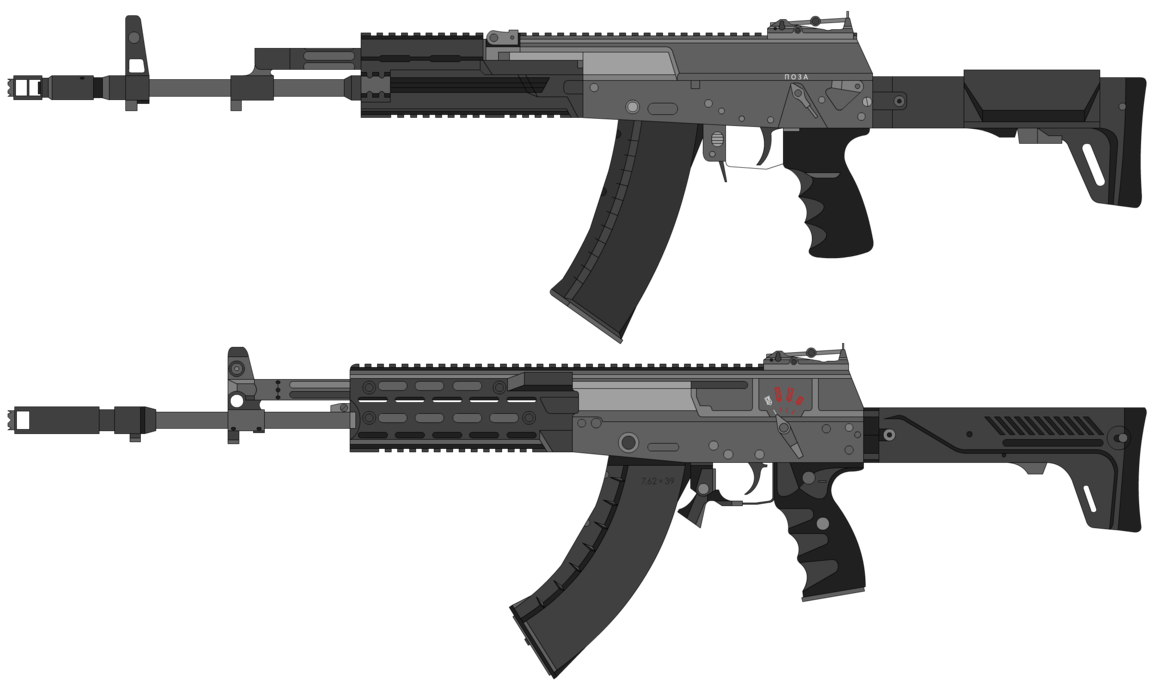
Dibujo de un prototipo del AK-12 de 2011(Arriba) y un prototipo de un AK-15 del 2013(Abajo)

Segundo prototipo, hecho para mejorar la ergonomía, pero no pasó las pruebas.

### AK-12 (2015)
Tercer y último prototipo de Zlovin, mejorando la mayoría de los problemas de las anteriores versiones, pasando exitosamente las pruebas del ejército, pero no tenía retrocompatilidad con el AK-74M, provocando su rechazo.

### AK-12 (2016-2018)

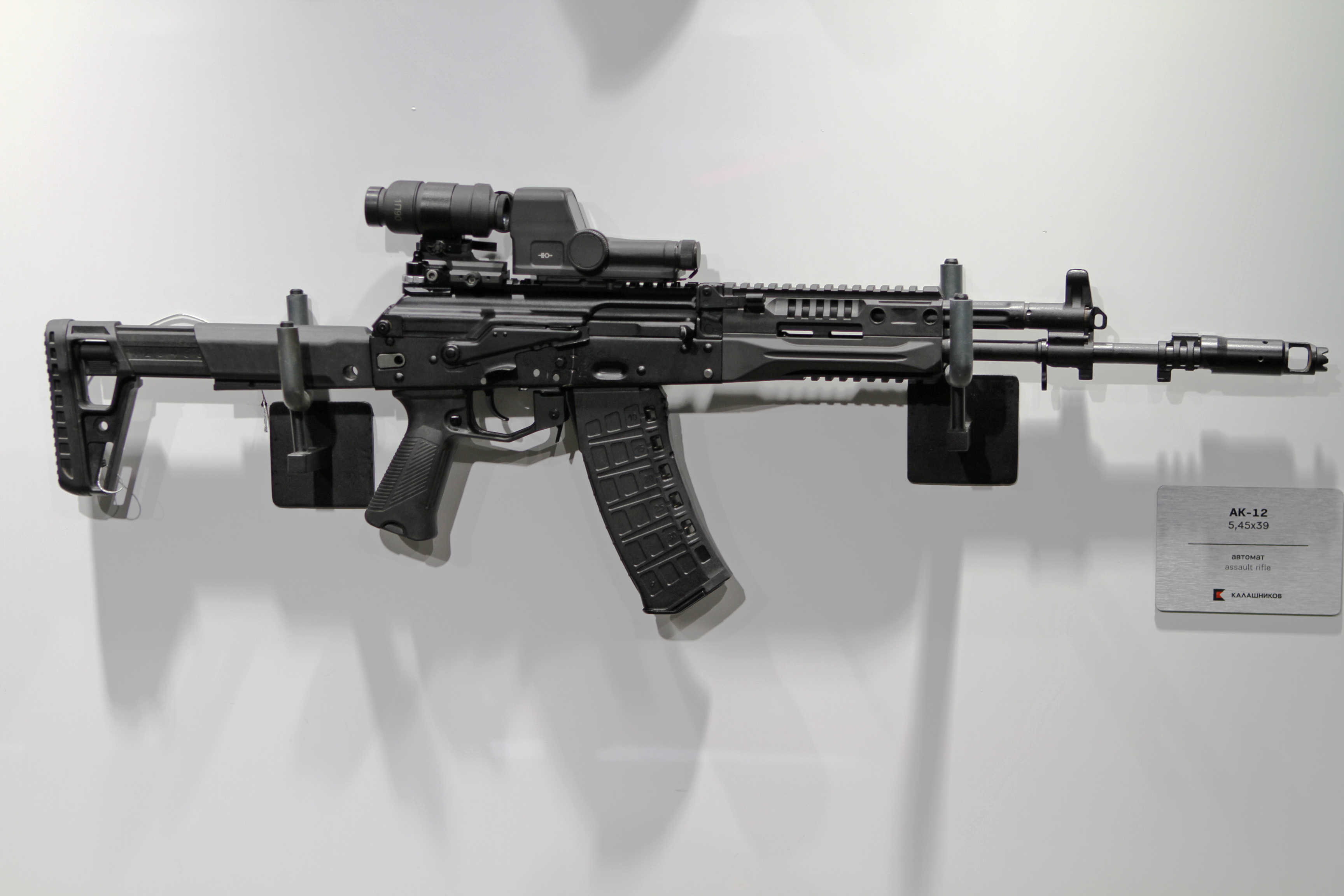
AK-12(6P70M) en el ARMY-2020 con una mira 1P87 con magnificador 1P90.

Desarrollo del AK-400 y modernización del AK-74M, con las mejoras del AK-400 pero en 5,45, volviendo al selector tradicional, y miras mecánicas nuevas. Primera versión adoptada por el ejército ruso en 2018.

#### AK-12 (2020-2021)
Primera modernización del AK-12 (índice GRAU: 6P70M y 6P71M), no hubo cambios muy importantes, pero si mejoras en la ergonomía como una nueva culata con forma en L con 6 posiciones y una empuñadura recta sin moldes para dedos, haciéndola más cómoda en algunas posiciones. Revelada en el ARMY 2020.

### AK-12M1 (2023)

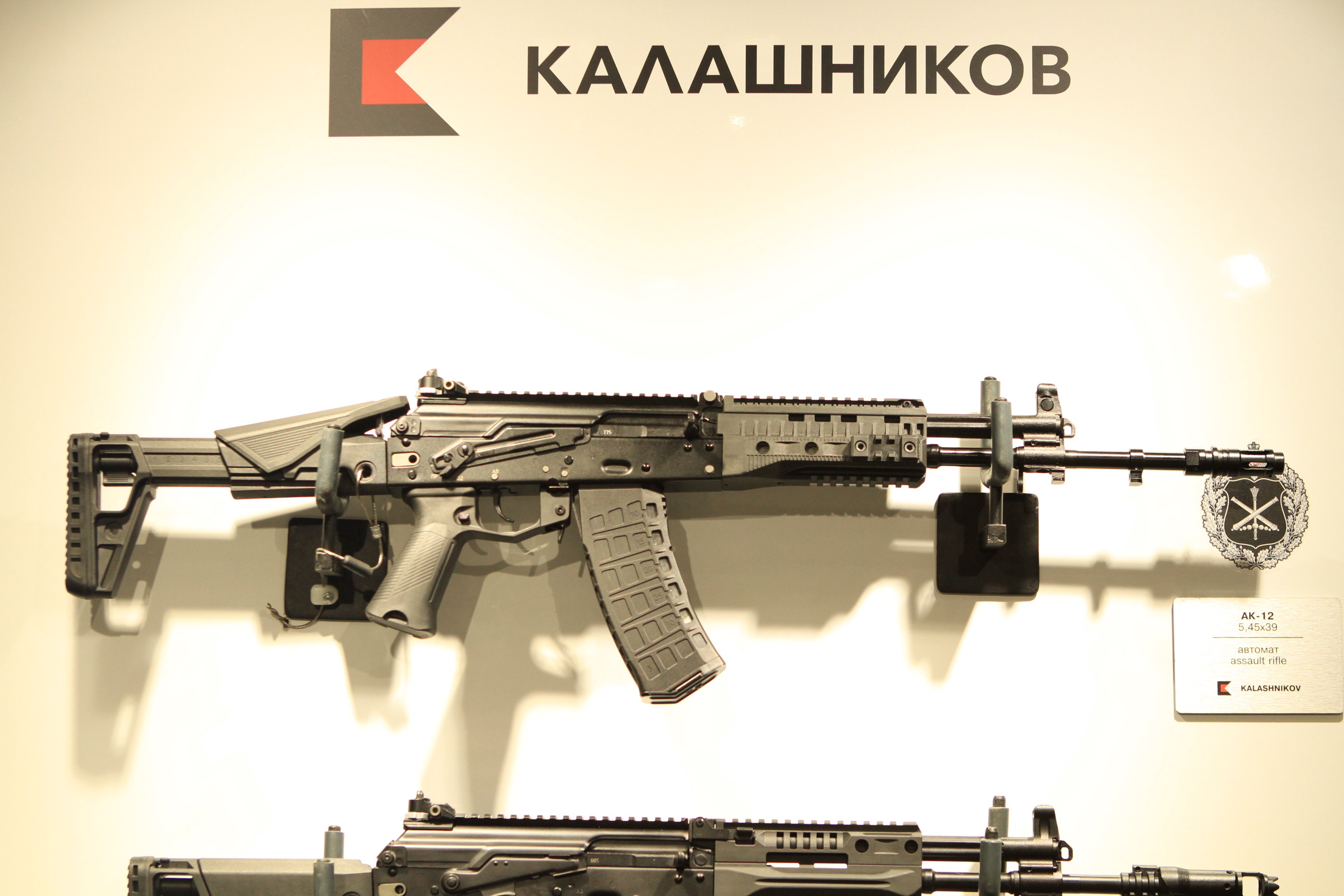
Un AK-12M1 durante el ARMY-2023

Primera modernización importante del AK-12, con varias mejoras externas e internas, basada en la experiencia en Ucrania.
- Se quitó el modo de ráfaga, simplificando el diseño y la ergonomía del selector y gatillo.
- Se añadió un selector de tiro de pulgar ambidiestro mejorando la ergonomía.
- Se mejoró la culata añadiendo un levanta cachetes ajustable.
- Se añadió un soporte de bayonetas y un apagallamas con ranura para supresores.
- Se añadió un nuevo guardamanos mejorando la ergonomía y es menos susceptible al sobrecalentamiento.
- Nuevas miras de hierro mejorando la precisión y durabilidad en combate.

Con base en relatos de algunos soldados en Ucrania, el modo de ráfaga fue eliminado, ya que en la mayoría de ocasiones éste no era utilizado y solo complicaba el mantenimiento del arma. Esta versión entró en producción en diciembre de 2023, y se empezó a suministrar en abril de 2024 según el consorcio Kalashnikov.

#### AK-12K
Versión recortada del AK-12, vista en el ARMY-2017 como un prototipo.

#### AK-12SP
Durante el ARMY-2021, el consorcio Kalashnikov  mostró una variante del AK-12 llamada AK-12SP y su variante recortada AK-12SPK para el uso de los Spetsnaz. Con guardamanos de aluminio con sistemas de montura M-LOK.

### AK-15

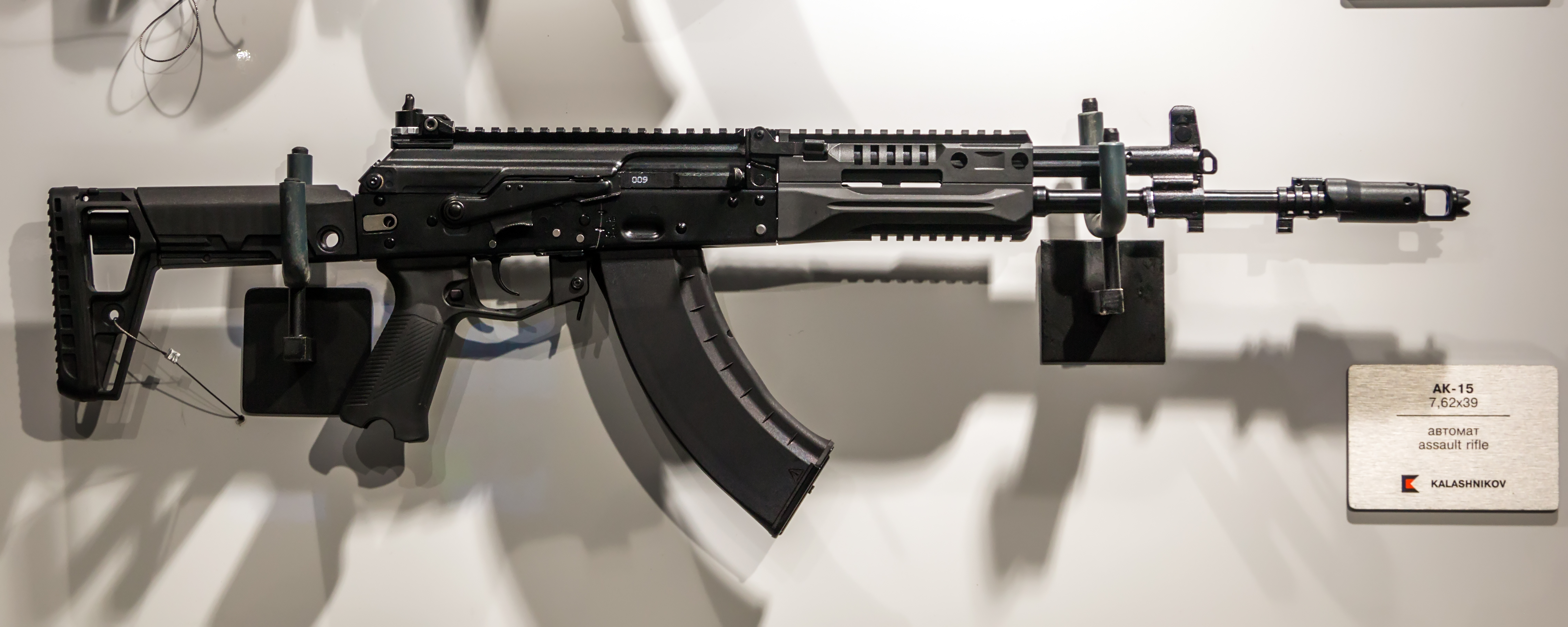
Un AK-15

El AK-15 (Índice GRAU: 6P71) es la versión de 7,62 x 39 del AK-12, pesando 3,5 kg vacío, yteniendo las mismas características que el AK-12.

#### AK-15K
Versión recortada del AK-15, compartiendo características con el AK-12K, fue visto en el ARMY-2017.

### AK-19

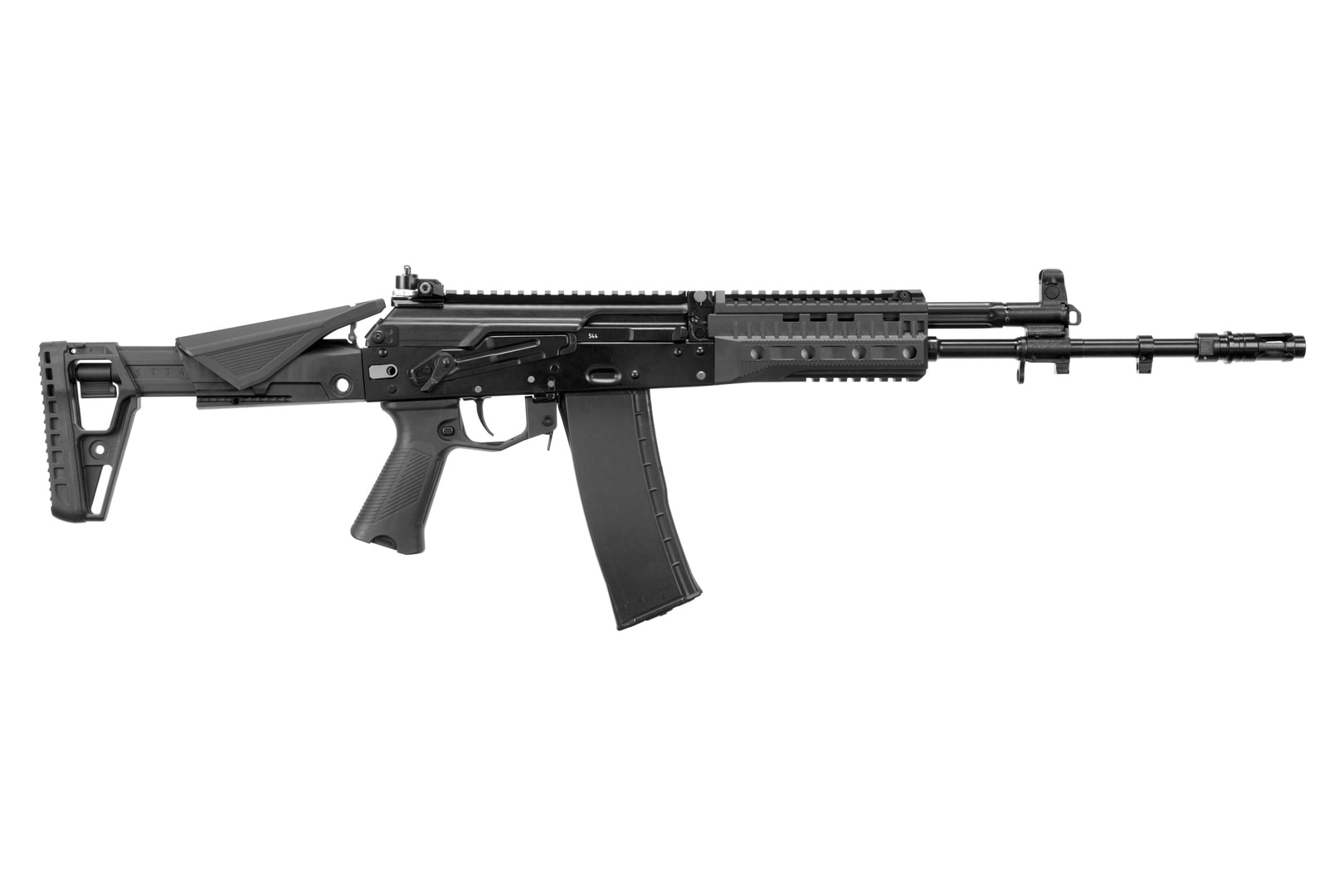
Un AK-19

El AK-19 es la variante en 5,56 NATO (.223) del AK-12, hecha para exportación; fue revelado en el ARMY-2020.

### AK-308
El AK-308 es la variante de 7,62 x 51 NATO (.308) del AK-12, lo que la convierte en un fusil de combate, hecho para la exportación y basado en el AK-15. Tiene un cañón de 415 mm y pesa 4,3 kg vacío y cuenta con cargadores de 20 cartuchos y comparte características con el resto.

### RPK-16

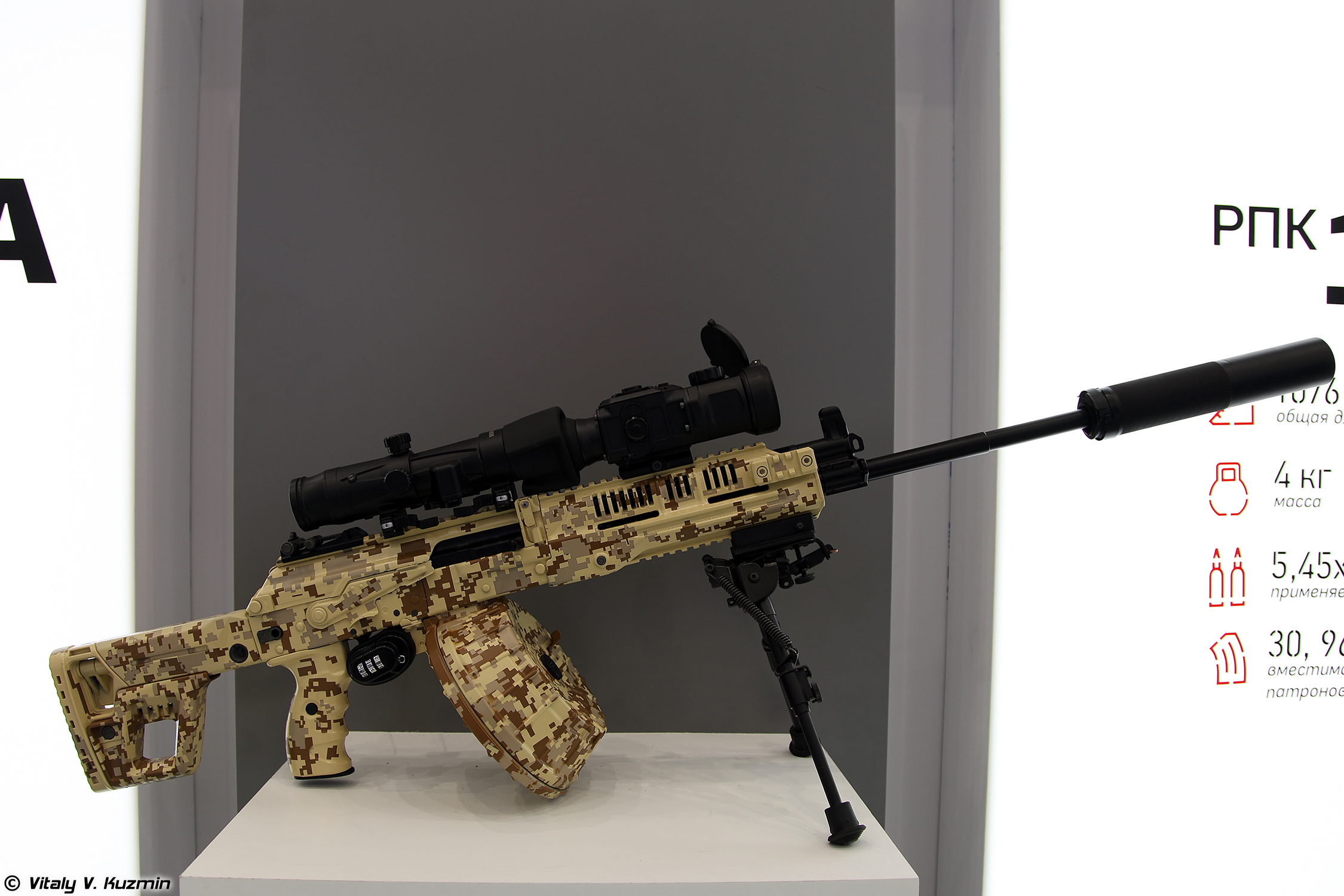
Una RPK-16 con cargador de tambor de 95 balas.

Es una ametralladora ligera basada en el AK-12 y RPK-74M, fue desarrollada en respuesta al programa Tokar-2, en el que competía con la propuesta de Degtyaryov KORD-5.45. En 2018 el ejército ruso adquirió la RPK-16 y se esperaba que remplace a la RPK-74 en las Fuerzas Armadas Rusas.
La RPK-16 se basa en el prototipo del RPK-400, tiene una recámara para el calibre 5,45 y utiliza un sistema de pistón de gas de recorrido largo que utilizan los Kalashnikov y se alimenta a través de cargadores (usualmente tambores de 95 cartuchos), cuenta con rieles Picatinny y gracias a eso no se necesita un bípode fijo. Como la RPK-74, usa un cañón de 550 mm y de 370 mm, su diseño permite tener cañones intercambiables que se pueden quitar fácilmente, pesa 6 kg y tiene una longitud total de 1076 mm, tiene una cadencia de 700 disparos por minuto y un alcance de precisión de 800 metros.
Tras varios comentarios del rendimiento del arma, Kalashnikov empezó el desarrollo de la RPL-20 que también usa el 5,45 pero que se alimentaba por cinta.